# John Goodall
John Goodall (* 19. Juni 1863 in Westminster; † 20. Mai 1942 in Watford) war ein berühmter englischer Fußballspieler aus den ersten Jahren der Football League und vor allem als Stürmer der ersten Meistermannschaft Preston North End und der englischen Nationalmannschaft bekannt.

## Sportlicher Werdegang

### Grundsätzliches zur Person und erste Fußballerstationen
Goodall wurde zwar als Kind schottischer Eltern in London – genauer: Westminster – geboren, sollte aber fortan als englischer Fußballspieler auch für die dortige Nationalmannschaft antreten. Er war einer der ersten Südengländer, die sich einen Weg hin zum Profifußball ebnen konnten und half auf seine Weise zur Etablierung des Spiels im Süden, als er 1903 zum ersten Trainer in der Geschichte des FC Watford wurde. Zusätzlich zum Fußball erarbeitete er sich auch im Curling-Sport einen gewissen Ruf und spielte zudem Cricket für den Derbyshire County Cricket Club. Des Weiteren pflegte er ein außergewöhnliches Hobby, indem er sich domestizierte Füchse hielt.
Schon früh in seinem Leben wurde John Goodall mit dem schottischen Passing game konfrontiert, nachdem seine Eltern mit ihm nach Kilmarnock gezogen waren. Dort spielte er bei Kilmarnock Burns und Kilmarnock Athletic, bevor er später in Bolton für einen Verein namens Great Lever agierte. Major William Sudell, der Vorsitzende und eine Art frühzeitlicher Fußballtrainer von Preston North End, der zudem einer der Hauptstreiter für den Profifußball war, verpflichtete Goodall und baute um eine Gruppe schottischer Spieler eine der besten Fußballmannschaften des Landes auf (Sudell war später Namensgeber der Football League und wurde zum ersten Schatzmeister des Verbands).

### Preston North End
Goodall unterschrieb vor der Saison 1885/86 einen Profivertrag bei Preston North End und sollte für diesen Verein in insgesamt 56 Spielen 50 Tore erzielen. Sein Erstligadebüt bestritt er am 8. September 1888 beim 5:2-Heimsieg gegen den FC Burnley. Sein erstes Tor in der obersten Liga gelang ihm in seinem zweiten Spiel am 15. September 1888 beim 4:0-Auswärtssieg bei den Wolverhampton Wanderers. Er bestritt das FA-Cup-Endspiel im Jahre 1888 und verlor dort mit seinem Team gegen West Bromwich Albion mit 1:2. Es folgte jedoch bereits im direkten Anschluss ein großer Erfolg, als Preston North End mit Goodall in der ersten Saison der Football League 1888/89 die englische Meisterschaft gewinnen konnte und dabei während der gesamten Runde ungeschlagen blieb. Dazu kam der Gewinn des FA Cups, wo man sogar vollständig ohne Gegentor blieb, was dem Verein den damaligen Spitznamen „The Invincibles“ (deutsch: „Die Unbesiegbaren“) einbrachte. Goodall wurde mit seinen 20 Toren in 21 Meisterschaftsspielen in der Saison 1888/89 zum ersten Torschützenkönig der Football League und kam daraufhin ebenfalls im Jahre 1888 gegen Wales zu seinem Länderspieldebüt. Insgesamt spielte Goodall sechsfach gegen Wales, sieben Mal gegen Schottland und eine weitere Partie gegen die damalige IFA-Auswahl aus Irland, wobei ihm zwölf Tore gelangen. Seine letzte Partie absolvierte er dabei im Jahre 1898 und hatte dabei nahezu jede damals mögliche Angriffsposition als Mittelstürmer bzw. als linker oder rechter Flügelspieler bekleidet. Ein gegnerischer Spieler beschrieb dabei das Bewegungstalent Goodalls mit den Worten: „Seine Füße schienen sich wie in Quecksilber zu bewegen“.
Sein letztes Erstligaspiel für Preston bestritt er am 9. Februar 1889, einem 2:0-Sieg bei Aston Villa.

### Derby County
Etwas überraschend war es, dass Goodall auf dem Höhepunkt seines Ruhms nach dem gewonnenen Double direkt 1889 zu Derby County wechselte. Sein in Irland geborener Bruder Archie – ein späterer irischer Nationalspieler – sollte auf der zentralen Halbposition im defensiven Mittelfeld (als „centre-half“) bis zum Ende des 19. Jahrhunderts gemeinsam mit ihm in der Mannschaft spielen. Damit stellen die beiden das erste Brüderpaar in der Geschichte des modernen Fußballs dar, das für verschiedene Länderauswahlen antrat. Sein Erstligadebüt für Derby gab er am 7. September 1889 beim 1:1 gegen den FC Stoke, einem Auswärtsspiel.
John Goodall wurde später zu einem Mentor von Steve Bloomer, der zum ersten „Superstar“ des englischen Fußballs werden sollte und ab der Saison 1892/93 beständig der beste Torschütze seiner Generation war. Bloomer führte die Leistungsentwicklung in seinen frühen Jahren maßgeblich aus den Einfluss seines Unterstützers zurück, was aber dennoch nicht dafür sorgte, dass diese sportliche Verbindung Derby County zu einem Titelträger gemacht hätte. Als beste Resultate standen in dieser Zeit in zwei Fällen der dritte Platz in der Meisterschaft, im Jahre 1895 die Vizemeisterschaft und eine Finalteilnahme am FA Cup 1898, sowie zwei Einzüge ins Halbfinale des Pokalwettbewerbs zu Buche. Sein letztes Erstligaspiel absolvierte er am 8. April 1899 bei einer 4:0-Niederlage beim FC Liverpool.
An der letzten Möglichkeit eines Pokalfinals nahm Goodall im Jahre 1899 nicht teil, da er zu dieser Zeit nicht mehr der Stammformation angehörte. Im Oktober 1899 schloss er sich dem Verein New Brighton Tower – im Verwaltungsbezirk Wirral gelegen – an, der sich durch den massiven Aufkauf von ehemaligen Nationalspielern für die Aufstiegsränge der Second Division aufrüsten wollte; dieses Engagement endete für Goodall jedoch schnell. Seine letzten Jahre als reiner Spieler endeten weitestgehend außerhalb der öffentlichen Wahrnehmung bei dem Second-Division-Klub Glossop in Derbyshire.
Insgesamt brachte er es auf 233 Erstligaeinsätze und erzielte hierbei 96 Tore.

### FC Watford
Er heiratete in Glossop Sarah Rawcliffe aus Lancashire und zog gegen Ende seiner aktiven Laufbahn mit ihr 1903 nach Hertfordshire, wo er beim FC Watford die Rolle eines Spielertrainers in der Southern League annahm. Diese Funktion übte er auch noch nach dem Ende seiner Spielerlaufbahn bis 1910 aus und wurde anschließend Platzwart.
Ein Reporter der britischen Zeitung „Observer“ besuchte Goodall im Mai des Jahres 1903, als dieser sich auf die neue Saison vorbereitete und schrieb dabei unter anderem:
„Angesprochen auf die Perspektiven in Watford, sah der neue Trainer keinen Grund, warum Watford aufgrund seiner guten zentralen Lage und Eisenbahnanlagen nicht dazu fähig sein sollte, einen respektablen Platz auf der Leiter der Southern League zu belegen. (..) Als wir einen Moment das Thema Watford verließen, konnte man das Aufprallen der Curlingsteine, das Zischen des Cricketballs (..) und das Schwingen eines Schlägers beim königlich-antiken Spiels „Gowf“ hören. (..) Aber man kann über Johns Errungenschaften im Spiel nicht einfach hinweggehen. In Preston war er ein meisterhafter Curler, spielte bei der britischen Meisterschaft in Southport gegen die besten schottischen Curler und belegte dabei den zweiten Platz. (..) Mit seiner Hingabe zum Golfsport weiß Goodall alles über lange Abschläge, gute Annäherungen, Bunker und andere Hindernisse; er versteht das Geheimnis, den Ball im Auge zu behalten und spricht diese Sprache! Auch das Taubenschießen weckte seine Aufmerksamkeit. (..) Auch das sanftere Bowling-Spiel interessierte ihn an einem Sommerabend und er kann die Pins – falls notwendig – wie tot umfallen lassen. Im Cricketfeld spielte er für Derby County als Wicket-Keeper gegen Yorkshire und Warwickshire. (..) Mit dem neuen Trainer hat Watford einen Mann, auf den man sich für alle Zeiten an verlassen kann und der sich in jeder Position gut einbringt (..)”.
Goodall hatte auf Anhieb Erfolg beim FC Watford, gewann in der Saison 1903/04 die Meisterschaft in der Second Division der Southern League und brach dabei einige Rekorde. Insgesamt blieb seine Mannschaft ohne Niederlage und verzeichnete beim 6:0 am 31. Oktober 1903 gegen den FC Redhill im englischen Pokal den höchsten FA-Cup-Sieg in der Vereinsgeschichte. Zudem stellten Bertie Banks mit 21 Toren in der gesamten Saison und Harry Barton mit sechs Treffern in der Partie gegen die Wycombe Wanderers am 26. September 1903 weitere Bestmarken auf.
Am 14. September 1907 kam Goodall selbst im Alter von 44 Jahren und 87 Tagen letztmals als Spieler gegen Bradford Park Avenue zum Einsatz und lebte nach dem Fußballsport sehr bescheiden und verarmte später schließlich derart, dass ihm und seiner Familie sogar Nahrung zugeteilt werden musste. Er verlebte den Rest seines Lebens in Einsamkeit, wobei er nur noch durch die Angewohnheit, die von ihm gehaltenen Füchse in der Stadt auszuführen, Aufmerksamkeit in seiner Umgebung erregte. Im Mai 1942 verstarb Goodall in Watford und wurde anonym im „Watford North Cemetery“ beigesetzt.

## Erfolge
- Englischer Meister: 1889
- FA-Cup-Sieger: 1889